# TopoR
TopoR (Topological Router) ist ein Autorouter für Leiterplatten. Charakteristisch ist die frei Verlegung der Leiterbahnen im Gegensatz zu einem festen Raster, wie die meisten anderen Programme. Die Schaltpläne und ungerouteten Layouts werden von anderen Programmen übernommen, z. B. PCAD ASCII PCB, PADS ASCII PCB, DSN (Specctra) oder KiCad.

## Geschichte

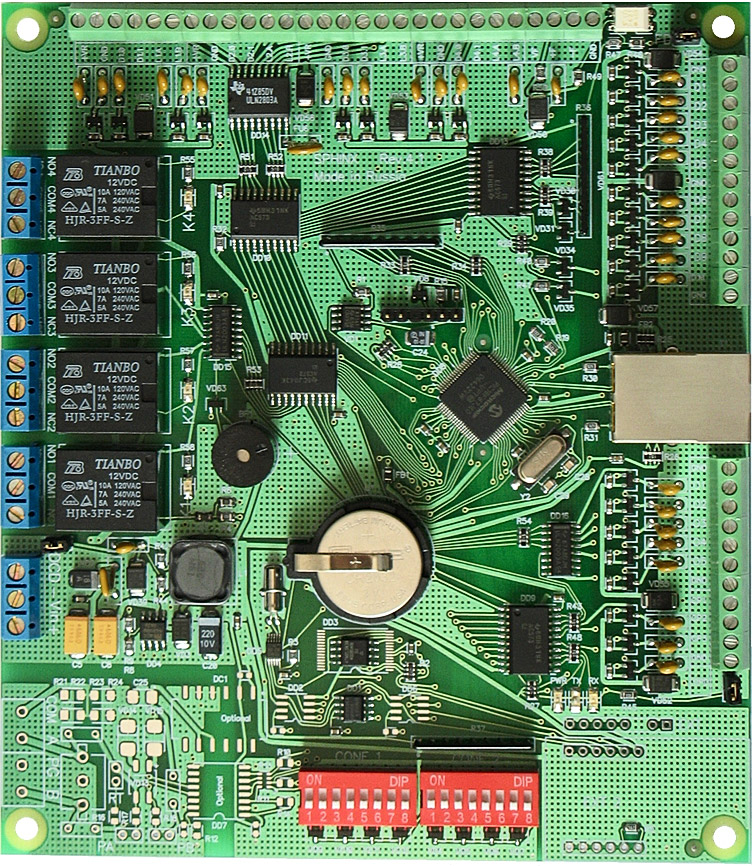
Beispiel einer Leiterplatte

Die Entwicklung eines flexiblen topologischen Routers wurde im Jahr 1988 begonnen, als erkennbar wurde, dass  mit traditionellen Entflechtungsmethoden, wie regelmäßiges und unregelmäßiges Netz (siehe grid based router und shape based router) sowie sequentieller Leiterzugverlegung mit der Fixierung der Geometrie, bei der Weiterentwicklung in eine Sackgasse geriet. Eine erste Version des topologischen Routers, der eine kommerzielle Anwendung gefunden hat, ist im Jahr 1996 erschienen. Mit diesem Programm, das unter MS-DOS funktionierte und den Namen FreeStyle Router trug, konnten zweilagige Leiterplatten  entflochten werden.
Dieses Programm veranschaulichte die Vorteile der überwiegend prinzipiell neuen Herangehensweise an die Lösung der Routingaufgaben: die Effektivität der erarbeiteten Modellen und Algorithmen und auch die Realisierung mittels einer CAD-Software. Zusammen mit den Beispielen passte es auf eine Diskette mit 1,44 MB Speicherplatz und hat die Leiterplatten schneller und qualitativ höher entflochten als die vergleichbaren Programme, deren Volumen hunderte Male größer war als von FreeStyle Router.
Im Jahr 2001 erschien die erste Version des topologischen Routers unter Windows, der den Namen TopoR bekommen hat. Mit diesem Programm konnten nicht nur zweilagige, sondern auch mehrlagige Leiterplatten entflochten werden.
Entwickler ist die russische Firma Eremex.

## Anwendung

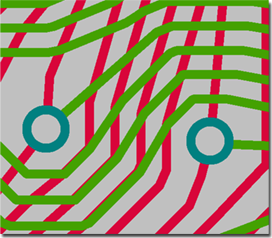
Darstellung von Leiterzügen mit Hilfe von Linien

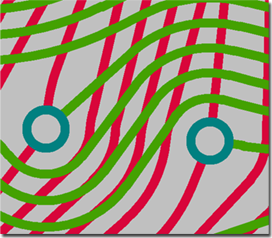
Darstellung von Leiterzügen mit Hilfe von Kreisbögen

Durch die Verwendung des CAD-Programms TopoR für den Entwurf von Leiterplatten kann die Gesamtlänge von Leiterzügen und die Anzahl der Durchkontaktierung im Vergleich zu den anderen Programmen reduziert werden. Mit dem TopoR können sowohl die einlagigen Leiterplatten, als auch die Leiterplatten mit einer hohen Packungsdichte erfolgreich entflochten werden.
Die automatische flexible topologische Entflechtung von elektrischen Verbindungen erfolgt in beliebigen Winkeln, ohne sich nur auf 45° und 90° einzuschränken.
Durch eine effektive Ausnutzung des zur Verfügung stehenden Montageraumes und das Fehlen von vorgegebenen Entflechtungsrichtungen wird das Niveau des elektromagnetischen Übersprechens wesentlich reduziert.
Mit dem Programm TopoR werden zunächst alle Verbindungen entflochten, auch wenn dafür einige technologische Einschränkungen (constraints) verletzt werden müssen. Im nächsten Schritt werden diese Fehler automatisch beseitigt. Bei den Leiterplatten mit einer hohen Packungsdichte hat diese Eigenschaft eine entscheidende Bedeutung, weil es ermöglicht, die prinzipielle Möglichkeit und den Arbeitsaufwand bei einer nachträglichen manuellen Entflechtung abzuschätzen.
Beim Verschieben von Objekten (Bauelemente, Durchkontaktierungen) wird eine optimale Leiterzugform automatisch mit der Berücksichtigung von minimal zulässigen Abständen berechnet. Das führt zu einer wesentlichen Erleichterung des Bearbeitungsprozesses und befreit von der Notwendigkeit, die technologischen Einschränkungen zu beachten.
Der Anwender kann zwischen zwei Methoden zur Berechnung der Leiterzugform wählen: mit und ohne Verwendung von Kreisbögen. Erste Methode setzt die Leiterzugverlegung mit Hilfe von gebrochenen Linien voraus. Bei der zweiten Methode kreist der Leiterzug die Hindernisse entlang der Kreisbögen mit der Einhaltung der notwendigen Abstände um und wechselt zwischen zwei Kreisbögen entlang einer kurzen geraden Linie.
Beim Autorouting erfolgt eine parallele Optimierung von mehreren alternativen Topologievarianten. Die Varianten, die in allen Parametern (gesamte Leiterzuglänge, Anzahl von Durchkontaktierungen) schlechter sind, werden entfernt. Diese Herangehensweise erlaubt die Nutzung des Mechanismus von verteilten Berechnungen, um die Entflechtungsgeschwindigkeit zu erhöhen. Laut den Autoren wird eine der nächsten TopoR Versionen die Möglichkeit einer verteilten Entflechtung enthalten.
Das Programm TopoR verfügt über eine automatische Bauelementplatzierung. Diese Prozedur kann sowohl für alle Bauelemente auf einer Leiterplatte, als auch ausschließlich für die Bauelemente in einem ausgewählten Bereich angewendet werden. Natürlich kann die Qualität der automatischen Bauelementplatzierung kaum mit der Qualität der manuellen Platzierung verglichen werden. Dennoch kann dieser Schritt für eine anfängliche Bauelementeplatzierung mit einer anschließenden manuellen Optimierung genutzt werden.
Im Programm TopoR gibt es die Möglichkeit, für jeden Stromkreis einen minimal zulässigen und gewünschten Abstand zu definieren.

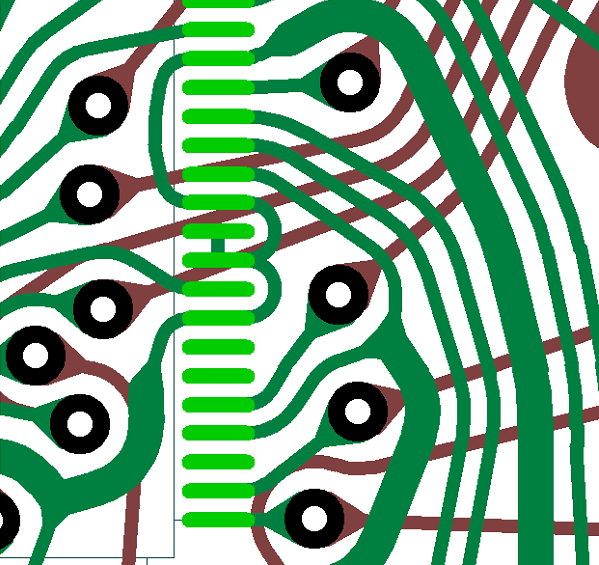
Verjüngung des Leiterzuges bei der Annäherung zum Kontakt

 Das Programm TopoR reduziert die Leiterzugbreite, wenn dieser sich an einen Kontakt annähert, der eine geringere Breite hat (bzw. wenn der Durchmesser des Kontaktpads kleiner als die Leiterzugbreite ist) und bei der Verlegung durch enge Stellen (zum Beispiel zwischen den Kontaktpads eines Bauelementes).
Es gibt die Möglichkeit einer tropfenförmigen Glättung der Übergänge zwischen den Leiterzügen und Kontaktpads (teardrops). Die Anwendung dieser Prozedur während der Projektierung einer Leiterplatte erlaubt die Vermeidung von konstruktiven und technologischen Einschränkungen (constraints) beim späteren Zufügen von teardrops im CAM Bearbeitungsprogramm.

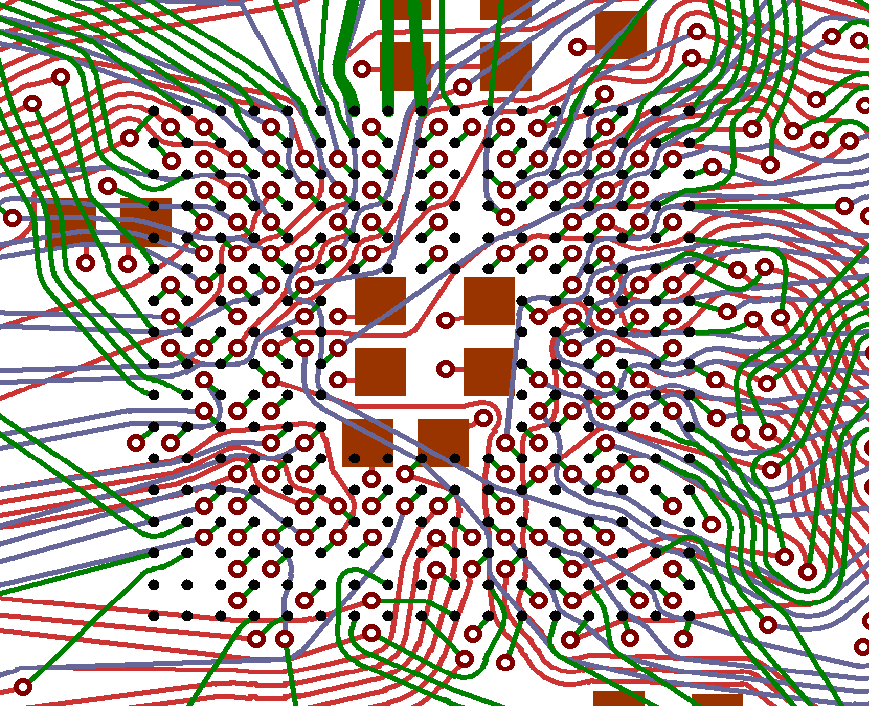
Entflechtung im Bereich eines BGA Bauelementes

 Bei der automatischen Entflechtung von BGA Bauelementen mit dem Programm TopoR werden solche Bauelemente automatisch erkannt und für die Entflechtung wird eine spezielle Strategie angewendet. Das führt zur Reduzierung der Anzahl von Durchkontaktierungen, zur Verringerung der Kontaktdichte und in bestimmten Fällen auch zur Reduzierung von Leiterplattenlagen.

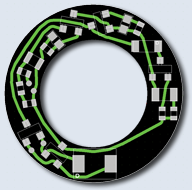
Beispiel einer einlagigen Leiterplatte

 Für die Entflechtung von einlagigen Leiterplatten kann das Programm TopoR sehr effektiv eingesetzt werden, weil es dadurch ein absolutes Minimum von Durchkontaktierungen (innerhalb der vorgeschlagenen Topologie) sichergestellt wird. Bei der Entflechtung findet das Programm TopoR entweder eine Variante mit einer Lage oder bietet alternativ eine Variante mit einer minimalen Anzahl von Überbrückungen an.